# سوني ويليام
سوني ويليام (بالإنجليزية: Sunny Hale)‏ هي لاعبة البولو أمريكية، ولدت في 30 ديسمبر 1968، وتوفيت في 26 فبراير 2017 بسبب سرطان الثدي.